# ジョン・ボイデル
ジョン・ボイデル（John Boydell、1719年1月19日 - 1804年12月12日）はイギリスの版画家、絵画の複製版画を行った出版業者である。ウィリアム・シェイクスピアの戯曲の場面を同時代の画家たちに描かせて、複製版画で出版したプロジェクト、「ボイデル・シェイクスピア・ギャラリー」などで知られる。

## 略歴
シュロップシャーのDorrington Laneに測量士の息子に生まれた。後に家族とウェールズのフリントシャーに移った。執事などで働いた後、当時の野心的な若者と同じように西インド諸島に渡って金持ちになろうとしたが、成功せずにイギリスに戻った。1740年頃にウィリアム・ヘンリー・トムズ（William Henry Toms）が製作したウェールズの城の版画を見て版画に興味を持ち、ロンドンに出てトムスの工房に見習いとなり、美術学校（St Martin's Lane Academy）に入学した。14時間トムズの工房で働いた後、夜、学校で学ぶ暮らしを続け、6年後の1746年に自分の店を持った。
自らの版画だけでなく他の版画家の作品も出版し、1750年代にはフランスから版画を輸入し成功した。フランスの版画業者と商品の交換をするために、ウェールズの風景画家、リチャード・ウィルソンの原画作品を版画家のウィリアム・ウーレットに依頼して版画をつくり出版するなど、国外でも人気のある版画作品の出版に務めた。
1790年代に、ウィリアム・シェイクスピアの戯曲の場面を、同時代の画家に描かせて、それを版画化して出版するという大規模なプロジェクトを立ち上げ、ベンジャミン・ウエストやヘンリー・フュースリーといった有名な画家に、原画を依頼した。
1790年にロンドン市長も務めた。1790年代のフランス革命と、その後のイギリスとフランスの戦争はボイデルの商売に打撃を与え、1804年に没する時にはきわめて資金繰りが苦しい状態であった。

## 出版した複製版画の例

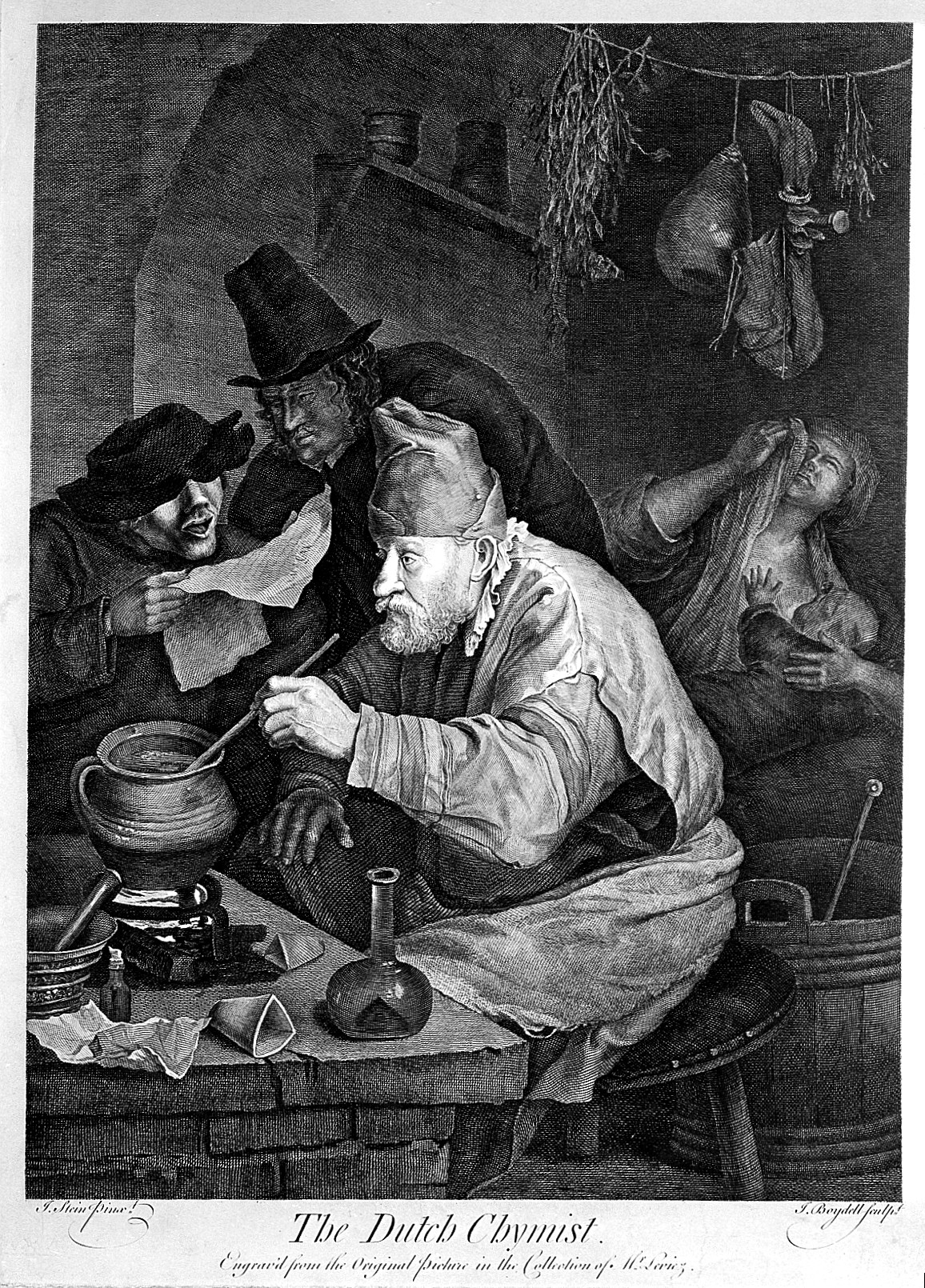
「錬金術師」 (原画）ヤン・ステーン (版画）ボイデル
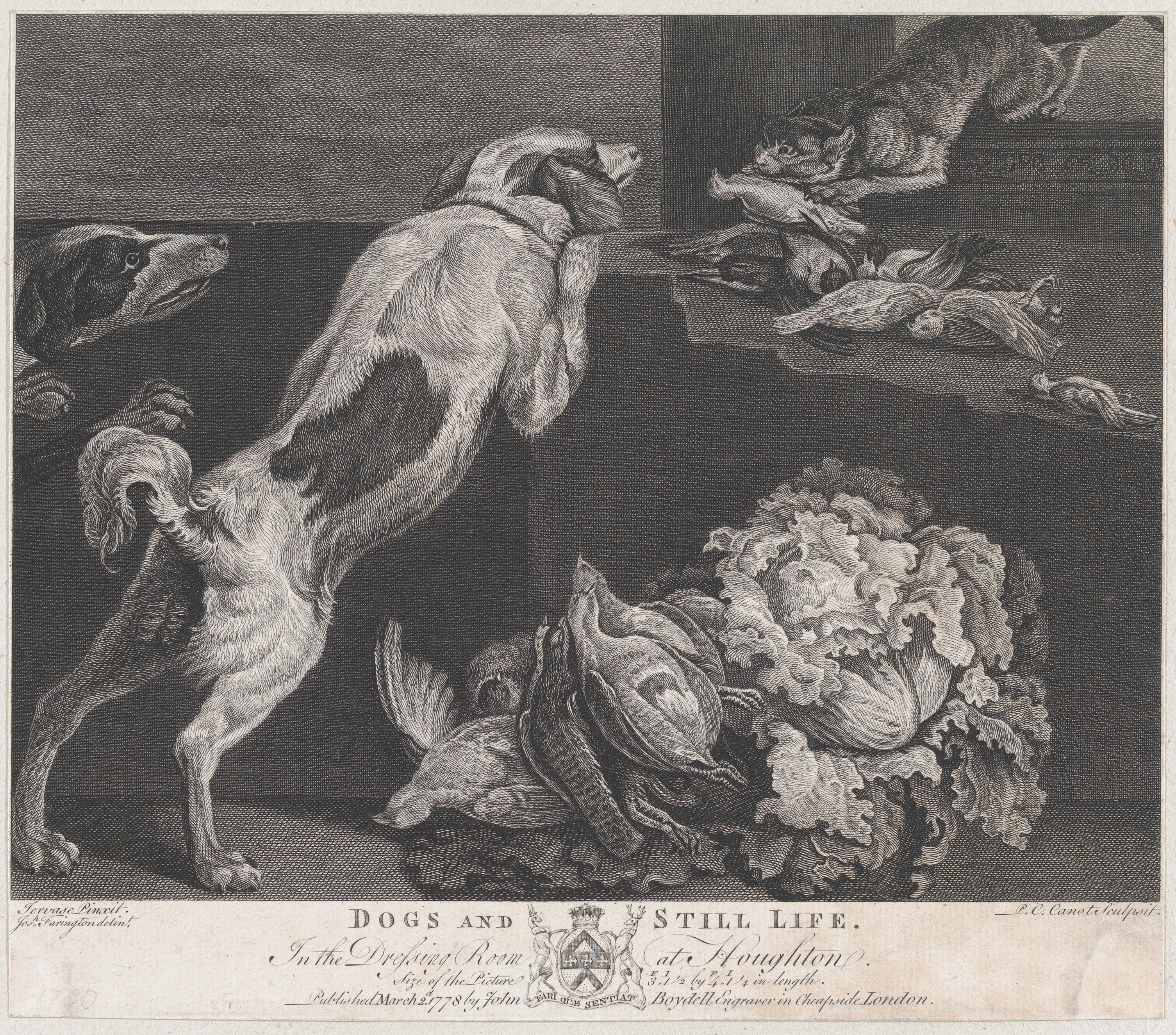
「犬と静物」 (原画）チャールズ・ジャーヴァス (版画）ボイデル
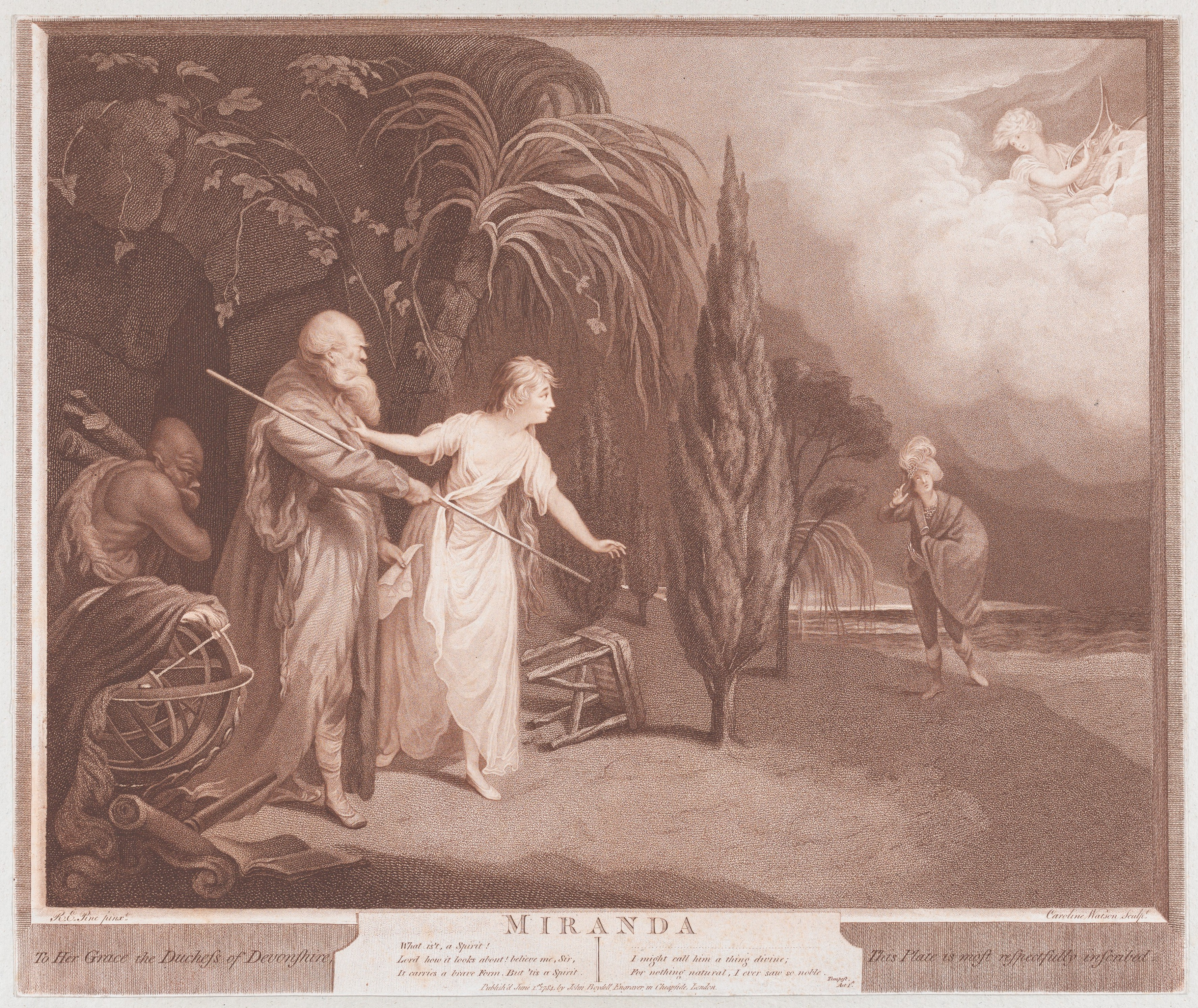
ボイデル・シェイクスピア・ギャラリーの一葉「テンペスト」の場面 (版画）Caroline Watson他
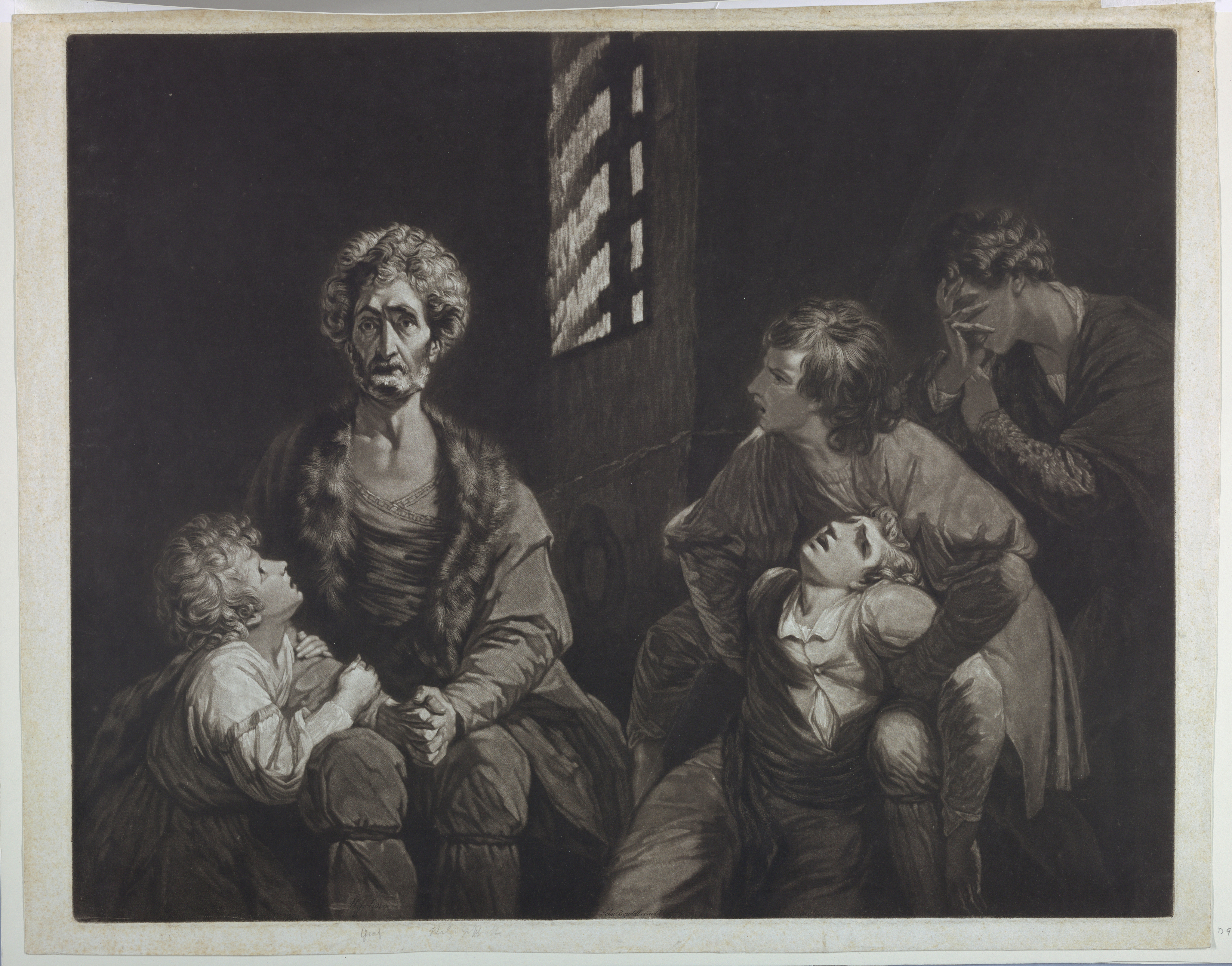
「ウゴリーノ・デッラ・ゲラルデスカ」 (原画）レノルズ (版画）ボイデル